# Phlogacanthus vitellinus
Phlogacanthus vitellinus är en akantusväxtart som först beskrevs av William Roxburgh, och fick sitt nu gällande namn av T. Anders.. Phlogacanthus vitellinus ingår i släktet Phlogacanthus och familjen akantusväxter. Inga underarter finns listade i Catalogue of Life.